# Danielle van de Donk
Danielle van de Donk es una centrecampista internacionals pels Països Baixos des del 2010. Ha jugat l'Eurocopa 2013 i 2017, i el Mundials 2015, 2019 i 2023. Juga a l'Olympique de Lió.

## Trajectòria
- Willem II (08/09 - 10/11)
- VVV-Venlo (11/12)
- PSV/FC Eindhoven (12/13 - 14/15)
- Kopparbergs/Göteborg FC (2015)
- Arsenal FC (15/16 - 20/21)
- Olympique de Lió (21/22 -